# 정숙옹주 태실비
정숙옹주 태실비는 대한민국 경기도 화성시 송동에 있는, 조선시대 정숙옹주의 태실비이다. 2019년 10월 23일 향토문화재(유형) 제17호로 지정되었다.

## 지정 사유
본 태실비는 현재 화성시 관내의 유일한 태실비이며, 임진왜란 이전에 제작된 흔치 않는 태실비로 보존상태가 매우 양호하여 역사적 가치가 있다.

## 같이 보기
- 정숙옹주